# Miho Yoshimura
Miho Yoshimura (japanisch 吉村 美穂, Yoshimura Miho; * 14. Oktober 1997 in Kyōto) ist eine japanische Degenfechterin.

## Leben und Karriere
Schon als Dreijährige begann Yoshimura mit Rhythmischer Sportgymnastik. Als sie zehn Jahre alt war, schlug ihr Trainer vor, dass sie Fechten ausprobieren sollte. Seitdem übt sie diesen Sport aus und kämpft mit dem Degen in der linken Hand.
Mit 17 Jahren nahm sie an den Olympischen Jugend-Sommerspielen in Nanjing teil und kam im Degen-Einzel-Wettbewerb auf den 6. Platz und mit dem japanischen Mixed Team im Degen-Mannschaftswettbewerb auf Platz 4.
Yoshimura trat sowohl bei den Junioren-Asienmeisterschaften 2016 als auch 2017 an. 2016 wurde sie im Einzel Erste und mit der Mannschaft Dritte, 2017 erreichte sie den zweiten Platz im Einzel- und im Mannschaftswettbewerb.
Yoshimura studierte an der privaten Dōshisha-Universität in Kyōto und war auch Mitglied der Fechtmannschaft ihrer Alma Mater. 2016 und 2017 gewann sie die Kansai-Fecht-Meisterschaften der japanischen Universitäten in der Kategorie Degen Frauen Einzel.
Bei den Asienmeisterschaften erreichte sie 2019 den 5. Platz im Einzelwettkampf und den 4. Platz mit ihrem Team. 2022 konnte sie bei dem Asienmeisterschaften mit der Mannschaft die Bronzemedaille gewinnen und im Einzel Wettkampf den 5. Platz belegen. Im folgenden Jahr schaffte sie es, bei den Asienmeisterschaften auf den 4. Platz im Mannschaftswettbewerb zu kommen.
Zu ihren Erfolgen im Degen Einzelwettkampf gehört der 7. Platz im Juni 2022 beim Zone Championship in Südkorea. Im Jahr 2023 nahm sie an den Fechtweltmeisterschaften in Mailand teil und kam im Einzel auf Platz 28 und mit der Mannschaft auf Platz 13, anschließend konnte sie den 8. Platz beim Satellite Fecht-Wettkampf in Split und den 6. Platz beim World Cup von Vancouver erreichen.
Bei den Asienspielen 2022 war sie Mitglied der japanischen Frauen-Degenmannschaft, die die Bronzemedaille gewann.
Yoshimura wurde 2021 von der Ivan Corporation, Betreiber der Lifestyle-Brillenmarke Eyevol angestellt, um ihr ein Umfeld zu schaffen, bei dem sie sich auf ihre Sportkarriere konzentrieren kann.
2024 qualifizierte sie sich für die Olympischen Sommerspiele in Paris, als sie im Frühjahr die beste asiatisch-ozeanische Degenfechterin der Qualifikationsrangliste des Internationalen Fechtverbands wurde. Zu diesem Zeitpunkt nahm sie weltweit den Rang 43 ein. Beim Wettkampf gewann sie die erste Runde gegen Erstteilnehmerin Tufaha Uwihoreye aus Ruanda deutlich mit 15:7 und die zweite Runde gegen die Titelverteidigerin Sun Yiwen aus China knapp mit 14:13. Im Achtelfinale verlor sie jedoch gegen die Ukrainerin Wlada Charkowa mit 10:15.